# Las Granjas (Tabasco)
Las Granjas es una localidad del municipio de Huimanguillo ubicado en la subregión de la Chontalpa del estado mexicano de Tabasco.

## Geografía
La localidad de Las Granjas se sitúa en las coordenadas geográficas 17°48′10″N 93°56′23″O / 17.802778, -93.939722, a una elevación de 21 metros sobre el nivel del mar.

## Demografía
Según el Conteo de Población y Vivienda 2020, efectuado por el Instituto Nacional de Estadística y Geografía, la localidad de Las Granjas tiene 209 habitantes, de los cuales 101 son del sexo masculino y 108 del sexo femenino. Su tasa de fecundidad es de 2.85 hijos por mujer y tiene 56 viviendas particulares habitadas.
| Gráfica de evolución demográfica de Las Granjas entre 1990 y 2020 |
|                                                                   |
| INEGI.                                                            |